# Эмниет-Фатих (станция метро)
Эмниет-Фатих (тур. Emniyet-Fatih) — станция линии М1 Стамбульского метрополитена. Открыта 3 сентября 1989 года на участке Aksaray-Kocatepe. Возле станции располагается штаб-квартира полиции Стамбула и муниципальное здание Фатих.

## Схема станции
|                     | Береговая платформа                                                |
| Путь 2              | ← в сторону станции Atatürk Havalimanı ← в сторону станции Kirazlı |
| Путь 1              | в сторону станции Yenikapı → в сторону станции Yenikapı →          |
| Береговая платформа |                                                                    |